# 山本智子
山本 さと子（やまもと さとこ、1978年8月10日 - ）は、愛媛県南宇和郡城辺町（現・愛南町）出身の演歌歌手、ラジオパーソナリティ。本名及び旧芸名は山本 智子。血液型A型。

## 来歴・人物
第41回日本レコード大賞「新人賞」を受賞。受賞の際には、来島海峡大橋のたもとで、親戚などの応援者たちの前で海峡花火を熱唱した。
デビュー以来、川中美幸らが所属する芸能事務所「アルデル・ジロー」に所属したが、後に退社。
2011年5月1日、新ファンクラブ「夢ふくろう」再発足。
2013年、芸名を本名の「山本 智子」から「山本 さと子」へ改名。
趣味は登山、釣り、滝行。

## ディスコグラフィ

### シングル
- 1〜12：山本智子名義（日本コロムビア）、13・14：山本さと子名義（フリーボード）。

| #  | 発売日          | 曲順 | タイトル         | 作詞         | 作曲     | 編曲       | 規格品番   |
| -- | --------------- | ---- | ---------------- | ------------ | -------- | ---------- | ---------- |
| 1  | 1999年 4月1日   | 01   | 海峡花火         | たきのえいじ | 徳久広司 | 南郷達也   | CODA-1720  |
| 1  | 1999年 4月1日   | 02   | えにし橋         | たきのえいじ | 徳久広司 | 南郷達也   | CODA-1720  |
| 2  | 2000年 4月21日  | 01   | 北鴎             | たきのえいじ | 徳久広司 | 南郷達也   | CODA-1855  |
| 2  | 2000年 4月21日  | 02   | 恋枕             | たきのえいじ | 徳久広司 | 南郷達也   | CODA-1855  |
| 3  | 2001年 3月17日  | 01   | 迷い橋           | たきのえいじ | 徳久広司 | 南郷達也   | CODA-1945  |
| 3  | 2001年 3月17日  | 02   | 恋しぐれ         | たきのえいじ | 徳久広司 | 南郷達也   | CODA-1945  |
| 4  | 2002年 2月21日  | 01   | 東京雨ん中       | 伊藤薫       | 伊藤薫   | 矢野立美   | CODA-2025  |
| 4  | 2002年 2月21日  | 02   | 夢遊び           | 伊藤薫       | 伊藤薫   | 矢野立美   | CODA-2025  |
| 5  | 2003年 3月19日  | 01   | ぼんぼり小路     | 伊藤薫       | 伊藤薫   | 矢野立美   | COCA-15465 |
| 5  | 2003年 3月19日  | 02   | 月のしずく       | 伊藤薫       | 伊藤薫   | 矢野立美   | COCA-15465 |
| 6  | 2004年 3月10日  | 01   | 哀秋花           | 吉田旺       | 弦哲也   | 前田俊明   | COCA-15646 |
| 6  | 2004年 3月10日  | 02   | 島千鳥           | 吉田旺       | 弦哲也   | 前田俊明   | COCA-15646 |
| 7  | 2005年 1月19日  | 01   | 春仕度           | 吉田旺       | 弦哲也   | 前田俊明   | COCA-15723 |
| 7  | 2005年 1月19日  | 02   | 秋桜岬           | 吉田旺       | 弦哲也   | 前田俊明   | COCA-15723 |
| 8  | 2005年 12月21日 | 01   | 花しぐれ         | 吉田旺       | 弦哲也   | 前田俊明   | COCA-15826 |
| 8  | 2005年 12月21日 | 02   | 夢桜             | 吉田旺       | 弦哲也   | 前田俊明   | COCA-15826 |
| 9  | 2007年 2月21日  | 01   | 明日船           | 吉田旺       | 弦哲也   | 南郷達也   | COCA-15962 |
| 9  | 2007年 2月21日  | 02   | 夢やくそく       | 吉田旺       | 弦哲也   | 南郷達也   | COCA-15962 |
| 10 | 2008年 2月20日  | 01   | 炎の川           | 吉田旺       | 弦哲也   | 南郷達也   | COCA-16066 |
| 10 | 2008年 2月20日  | 02   | 清姫の帯         | 吉田旺       | 弦哲也   | 南郷達也   | COCA-16066 |
| 11 | 2009年 2月18日  | 01   | 若狭恋唄         | 吉田旺       | 弦哲也   | 前田俊明   | COCA-16227 |
| 11 | 2009年 2月18日  | 02   | さみだれ川       | 吉田旺       | 弦哲也   | 前田俊明   | COCA-16227 |
| 12 | 2010年 5月19日  | 01   | 秘恋傘           | 吉田旺       | 弦哲也   | 前田俊明   | COCA-16378 |
| 12 | 2010年 5月19日  | 02   | 夢桜             | 吉田旺       | 弦哲也   | 前田俊明   | COCA-16378 |
| 13 | 2016年 10月26日 | 01   | 最後のラブソング | いではく     | 鶴岡雅義 | 道譯進太郎 | FBCM-206   |
| 13 | 2016年 10月26日 | 02   | 朝顔恋歌         | 美月宏文     | 市川昭介 | 道譯進太郎 | FBCM-206   |
| 14 | 2017年 5月24日  | 01   | 揺れて日本海     | 信天翁       | 芝田清邦 | 道譯進太郎 | FBCM-213   |
| 14 | 2017年 5月24日  | 02   | マーメイド       | 田中友紀子   | 芝田清邦 | 道譯進太郎 | FBCM-213   |

### アルバム
| 発売日         | タイトル                    | 規格品番   |
| -------------- | --------------------------- | ---------- |
| 2004年10月20日 | ベスト・コレクション 哀秋花 | COCP-32914 |
| 2007年10月17日 | 全曲集 明日船               | COCP-34560 |
| 2008年11月19日 | 全曲集 炎の川               | COCP-35229 |
| 2009年10月21日 | 全曲集 若狭恋唄             | COCP-35850 |
| 2010年10月20日 | 全曲集 秘恋傘               | COCP-36496 |

## 出演番組

### 過去のレギュラー番組
- 山本さと子 土曜の恋人（SBCラジオ）
- 杉紀彦のラジオ村・フライデートーク（ラジオ日本）
- 元気はつらつ歌謡曲! 「山本智子の山Sato音姫塾」（コミュニティ放送）※火曜日担当
- 平成歌謡塾・奇数月司会（19局ネット）
- 山本智子の歌日記（テレビ埼玉・スカイパーフェクTV）
- シルクィーンアネストゆかいなショッピング（くーみんTV）
- 山本智子の夢ふくろう（ぎふチャン）
- いすゞ歌うヘッドライト〜コックピットのあなたへ〜（TBSラジオ）
- 山本智子の歌めぐり・風だより（ラジオ日本）
- 「週刊・山Sato部屋」（文化放送）
- 山本智子のうしみつドキドキ。（文化放送）
- 日曜の朝は『山Sato定食』いただきま～す｡ （文化放送）
- 「新世紀!歌謡大行進」（BSQR）
- 「歌謡曲これイチバン」(ラジオ大阪)

| 文化放送 月曜26:30-27:00          | 文化放送 月曜26:30-27:00                           | 文化放送 月曜26:30-27:00                                  |
| 前番組                            | 番組名                                             | 次番組                                                    |
| --------------------------------- | -------------------------------------------------- | --------------------------------------------------------- |
| 360°（サブロク） 2003年1月 - 12月 | 山本智子のうしみつドキドキ。 2004年1月 - 2006年9月 | 水瀬あやこのときめき歌謡ランデブー 2006年10月 - 2008年3月 |